# Wallace P. Rowe
Wallace Prescott Rowe (* 20. Februar 1926 in Baltimore; † 4. Juli 1983 ebenda) war ein US-amerikanischer Virologe und Krebsforscher. Er war Leiter des Labors für Viruserkrankungen des National Institute of Allergy and Infectious Diseases (NIAD) in Bethesda (Maryland).

## Leben
Rowe studierte am College of William and Mary mit dem Bachelor-Abschluss 1945 und an der Johns Hopkins University Medical School, an der er 1948 promoviert wurde (M.D.). 1950 bis 1952 war er beim Naval Medical Research Laboratory in Bethesda unter Erich Traub. Dort war er der erste, der anhand der lymphozytären Chloriomeningitis im Mausmodell einen Zusammenhang zwischen Pathologie einer Viruskrankheit und Immunantwort fand. 1953 isolierte er als Post-Doktorand mit Robert J. Huebner bei den National Institutes of Health (NIH) die ersten humanen Adenoviren in Kulturen aus Adenoiden und Tonsillen-Zellen. Kurz darauf wurde das Virus 1954 direkt als Verursacher von Erkältungserkrankungen von Maurice Hilleman nachgewiesen. Seitdem wurden viele weitere Adenoviren entdeckt und seit 1962 war auch bekannt, das Adenoviridae (in Hamstern) Krebs auslösen können (Trentin u. a.). Rowe forschte später über weitere krebsauslösende Viren bei Mäusen wie Polyomaviridae und das Murine Leukämievirus (MLV). Letzteres ist ein Retrovirus und Rowe fand als Erster, das Retroviren Krebs bei Mäusen auslösen können. Auch wenn sie jeder für sich keinen Krebs auslösen, können sie das, wie Rowe fand, im Zusammenspiel.
Rowe forschte auch über Zelldifferentiation und entwickelte ein allgemeineres Verständnis des Kontrollmechanismus einer Zelle. Er untersuchte die DNA und RNA von Viren und fand, dass ihre Genome Genloci der Chromosomen der Wirtszelle tragen. Rowe konnte auch mindestens einen solchen Locus identifizieren.
1952 wurde er Assistant Surgeon am U.S. Public Health Service (USPHS) und am NIAID der NIH und 1956 Surgeon. 1968 wurde er Leiter des Labors für Viruserkrankungen des NIAD.
1960 erhielt er den Eli Lilly and Company Research Award, 1970 die Meritorious Service Medal des USPHS, 1976 den Selman A. Waksman Award in Microbiology, 1972 den Rockefeller Public Service Award, 1974 den Howard Taylor Ricketts Award, 1979 den Paul-Ehrlich-und-Ludwig-Darmstaedter-Preis und 1981 den Alfred P. Sloan, Jr. Prize. 1975 wurde er in die National Academy of Sciences aufgenommen.